# Zhang Gao
Zhang Gao (張鎬) (falecido em 764), conhecido pelo nome de cortesia Congzhou (從周), formalmente o Duque de Pingyuan (平原公), foi um músico e político chinês que viveu durante a dinastia Tang. Ele serviu como chanceler durante o reinado do Imperador Suzong. Ele era conhecido por suas sugestões diretas, o que eventualmente levou à sua remoção como chanceler.

## Início de vida
Não se sabe quando Zhang Gao nasceu, mas sabe-se que sua família era da Prefeitura de Bo (博州, aproximadamente a moderna Liaocheng, Shandong). Seu bisavô Zhang Shanjian (張善見), avô Zhang Wuding (張武定) e pai Zhang Zhigu (張知古) todos serviram como funcionários de nível de prefeitura. Diz-se que Zhang Gao era ele próprio bonito e ambicioso, e frequentemente discutia sobre os assuntos militares e de governança. Também diz-se que estudou os Clássicos Confucianos, mas também era dedicado à pesca e à caça. Na juventude, estudou sob o erudito e oficial da dinastia Tang Wu Jing (吳兢), e Wu o respeitava. Mais tarde, quando Zhang Gao viajou para a capital Tang, Chang'an, ele viveu em um quarto solitário e não se associou muito com os outros. No entanto, ele gostava de beber e tocava o Guqin. Se homens honrados na corte o convidassem para um banquete, ele iria apenas com o propósito de ficar bêbado.
No final da era Tianbao (742-756) do Imperador Xuanzong, o chanceler Yang Guozhong queria manter homens talentosos em sua equipe. Ele convocou Zhang e, após encontrá-lo, recomendou Zhang para ser Zuo Shiyi (左拾遺), um oficial de baixo nível no escritório de exames do governo (門下省, Menxia Sheng). Após o general An Lushan rebelar-se em 755 e estabelecer seu próprio estado de Yan, Yang frequentemente consultava Zhang sobre assuntos militares, e foi por recomendação de Zhang e outro consultor, Xiao Xin (蕭昕), que Yang tornou outro oficial, Lai Tian (來瑱), um general, e Lai teve alguns sucessos contra as forças de Yan. No verão de 756, as forças de Yan se aproximaram de Chang'an, forçando o Imperador Xuanzong a fugir em direção a Chengdu. Zhang seguiu o Imperador Xuanzong a pé até Chengdu.

## Durante o reinado do Imperador Suzong
O filho do Imperador Xuanzong e príncipe herdeiro Li Heng, no entanto, não o seguiu até Chengdu, mas fugiu para Lingwu em vez disso, onde foi declarado imperador (como Suzong de Tang). Quando a notícia chegou ao Imperador Xuanzong, ele reconheceu o Imperador Suzong como imperador e assumiu o título de Taishang Huang (imperador aposentado). Ele enviou vários funcionários, incluindo Zhang Gao, para atender ao Imperador Suzong, e em 757, Zhang chegou à corte improvisada do Imperador Suzong em Fengxiang (鳳翔, na moderna Baoji, Shaanxi).
Como o Imperador Suzong ficou impressionado com as sugestões de Zhang, ele nomeou Zhang como Jianyi Daifu (諫議大夫), um consultor no escritório de exames. Logo em seguida, promoveu Zhang a Zhongshu Shilang (中書侍郎), o vice-diretor do departamento legislativo (中書省, Zhongshu Sheng) e lhe deu a designação Tong Zhongshu Menxia Pingzhangshi (同中書門下平章事), tornando-o um chanceler de facto. Naquela época, o Imperador Suzong reteve vários centenas de monges budistas para recitar sutras dia e noite, esperando obter o favor divino, e suas vozes ecoavam dentro e fora do palácio improvisado. Zhang, querendo acabar com a prática, falou com o Imperador Suzong:
Um imperador pode reprimir uma rebelião e acalmar seu povo apenas melhorando suas virtudes. Não se pode tornar o reino pacífico simplesmente dando comida aos monges.
Diz-se que o Imperador Suzong concordou com suas palavras, mas relatos históricos não indicam se a prática foi interrompida. Enquanto isso, como o Imperador Suzong acreditava que Zhang era capaz tanto em assuntos civis quanto militares, ele logo nomeou Zhang como governador militar (jiedushi) do Circuito de Henan (河南, aproximadamente a moderna Henan e Shandong) e comandante das forças na região, substituindo Helan Jinming (賀蘭進明). Zhang sabia que, naquela época, o general Zhang Xun e a cidade que ele defendia, Suiyang, estavam sob um cerco pesado, e portanto tentou marchar suas tropas com o dobro da velocidade para tentar salvar Suiyang. Ele também ordenou aos generais da região que se dirigissem a Suiyang para tentar salvá-la, mas quando chegou ao local, Suiyang já havia caído, e Zhang Xun foi morto pelo general Yan Yin Ziqi (尹子奇). Com raiva, Zhang Gao convocou um dos generais que havia desobedecido sua ordem e se recusado a tentar salvar Suiyang, Luqiu Xiao (閭丘曉), e o executou a golpes de vara.
Posteriormente, após uma força conjunta Tang e Huige recapturar a capital oriental Tang Luoyang (a força já havia recapturado Chang'an anteriormente), Zhang e cinco governadores militares sob seu comando, Lu Jiong (魯炅), Lai Tian, Li Zhi (李祇) o Príncipe de Wu, Li Siye, e Li Huan (李奐), recapturaram as comandarias em todo o Circuito de Henan e Hedong (河東, ou seja, moderna Shanxi), exceto por duas comandarias onde os generais Yan Neng Yuanhao (能元皓) e Gao Xiuyan (高秀巖) resistiam. Ele foi nomeado Duque de Nanyang.
Enquanto isso, as forças Tang estavam cercando o filho e sucessor de An Lushan, An Qingxu, em Yecheng, e com o cerco em andamento e o último grande general Yan remanescente, Shi Siming, entregando seu posto de Fanyang (范陽, na moderna Pequim) para Tang, parecia que o reino em breve estaria em paz. No entanto, Zhang desconfiava de Shi, acreditando que Shi estava apenas ganhando tempo e logo se rebelaria; ele então aconselhou o Imperador Suzong a ter extrema cautela em relação a Shi. Ele também desconfiava de outro general Tang, Xu Shuji (許叔冀), e sugeriu que o Imperador Suzong o convocasse de volta à capital. No entanto, o Imperador Suzong confiava nos relatórios dos eunucos que enviou para se encontrar com Shi e Xu, que afirmavam que tanto Shi quanto Xu eram confiáveis.
Na primavera de 758, o Imperador Suzong então removeu Zhang de seus cargos como chanceler e governador militar, em vez disso, enviando-o para a Prefeitura de Jing (荊州, aproximadamente a moderna Jingzhou, Hubei) para servir como seu defensor. (As advertências de Zhang provaram ser premonitórias, no entanto, já que Shi logo se rebelou, e depois que as forças de Shi tiveram algumas vitórias preliminares sobre Xu, Xu se rendeu a ele.) Zhang logo foi chamado para servir na equipe do príncipe herdeiro do Imperador Suzong, Li Yu, e como Zuo Sanqi Changshi (左散騎常侍), um conselheiro de alto nível no escritório de exames. Em 761, no entanto, depois que um plano para fazer o primo do Imperador Suzong, Li Zhen (李珍), o Príncipe de Qi, imperador foi descoberto, como Zhang já havia comprado uma mansão de Li Zhen anteriormente, ele foi considerado associado de Li Zhen. O Imperador Suzong então o exilou para a Prefeitura de Chen (辰州, aproximadamente a moderna Huaihua, Hunan) para servir como oficial do censo.

## Durante o reinado do Imperador Daizong
O Imperador Suzong morreu em 762, e Li Yu o sucedeu (como Imperador Daizong). O Imperador Daizong perdoou muitos funcionários que haviam sido punidos durante o reinado do Imperador Suzong, e nomeou Zhang Gao como prefeito da Prefeitura de Fu (撫州, aproximadamente a moderna Fuzhou, Jiangxi). Ele logo nomeou Zhang como prefeito da Prefeitura de Hong (洪州, aproximadamente a moderna Nanchang, Jiangxi) e como comandante das forças nas sete prefeituras ao redor da Prefeitura de Hong. Ele também nomeou Zhang como Duque de Pingyuan. Posteriormente, quando as forças do rebelde agrário Yuan Chao (袁晁) estavam perturbando a região, Zhang liderou suas próprias forças em Shangrao (上饒, na moderna Shangrao, Jiangxi) e derrotou as forças de Yuan, matando vários milhares. Ele também matou outros dois rebeldes agrários significativos, Yang Zhao (楊昭) e Shen Qianzai (沈千載). Zhang foi então nomeado governador (觀察使, Guanchashi) do Circuito de Jiangnan West (江南西道, aproximadamente a moderna Jiangxi). Ele morreu em 764.
Dizia-se que, apesar da ascensão meteórica de Zhang - tornando-se chanceler dentro de três anos de ser um civil - ele era respeitado por sua honestidade e humildade, bem como por sua disposição em se abrir para seus subordinados e ter bons insights. Portanto, apesar de sua falta de senioridade, ele era respeitado como qualquer outro oficial sênior.